# 保亭金线兰
保亭金线兰（学名：Anoectochilus roxburghii var. baotingensis）为兰科开唇兰属下的一个变种。